# Hadrodactylus coxatus
Hadrodactylus coxatus là một loài tò vò trong họ Ichneumonidae.